# Eurotrochilus
Eurotrochilus is een geslacht van uitgestorven kolibrie-achtigen uit het Vroeg-Oligoceen van Europa. 

## Fossiele vondsten
Het geslacht Eurotrochilus leefde in het Vroeg-Oligoceen (34-28 miljoen jaar geleden) met fossiele vondsten in Duitsland (E. inexpectus), Frankrijk en Polen (E. noniewiczi). De twee soorten onderscheiden zich van elkaar door andere proporties van de boven- en onderarm. 
Eurotrochilus inexpectus is bekend uit de Rauenberg Lagerstätte bij Wiesloch-Frauenweiler in Baden-Württemberg. Fossielen uit de Rauenberg Lagerstätte zijn van uitstekende kwaliteit met volledige gearticuleerde skeletten en resten van zacht weefsel. De afzettingen wijzen op een kustgebied met een ondiepe warme zee omgeven door subtropisch loofbos. Eurotrochilus deelde het leefgebied met onder meer zandhoenders, spechtvogels, todies, muisvogels, trogons en zangvogels. 

## Kenmerken
Eurotrochilus was een duidelijke tussenvorm tussen de basale kolibrie-achtigen uit de Jungornithidae en de echte kolibries. De bouw van de vingerkootjes wijkt nog af van de kolibries, maar andere uiterlijke kenmerken waren karakteristiek voor kolibries. Eurotrochilus was ongeveer 9 cm lang met een sterk verlengde bek, kleine, driehoekige vleugels, een vierkante staart en kleine poten. Eurotrochilus had aanpassingen voor een helikoptervlucht in de vleugelbotjes. De snavel was met een lengte van 15-20 mm 2,5 keer zo groot als de kop. Het grote tongbeen wijst op een lange, protactiele tong zoals bij kolibries. Zeer waarschijnlijk was Eurotrochilus net als de echte kolibries een nectareter. 